# Cesarzowa wdowa
Cesarzowa wdowa – tytuł nadawany niekiedy matce chińskiego, japońskiego, koreańskiego oraz wietnamskiego cesarza, często związany ze sprawowaniem władzy w imieniu małoletniego syna (byciem regentką). Wpływy uzyskane w czasie tych rządów często pozostawały również w okresie pełnoletniości cesarza.

## Chińskie cesarzowe wdowy
| Wizerunek                      | Cesarzowa                       | Lata życia            | Mąż             |
| ------------------------------ | ------------------------------- | --------------------- | --------------- |
| Dynastia Han                   |                                 |                       |                 |
|                                | Lü Zhi                          | 241 p.n.e.–180 p.n.e. | Han Gaozu       |
|                                | Cesarzowa wdowa Dou             | –135p.n.e.            | Han Wendi       |
|                                | Wang Zhengjun                   | 71 p.n.e.–13 n.e.     | Han Yuandi      |
|                                | Deng Sui                        | 81–121                | Han Hedi        |
|                                | Liang Na                        | 116–150               | Han Shundi      |
|                                | Cesarzowa wdowa He              | –189                  | Han Lingdi      |
| Dynastie Południowe i Północne |                                 |                       |                 |
|                                | Cesarzowa wdowa Feng            | 442–490               | Cesarz Wencheng |
|                                | Cesarzowa wdowa Hu              | ok. 490–528           | Xuanwu          |
| Dynastia Tang                  |                                 |                       |                 |
|                                | Cesarzowa wdowa Wu              | 624–705               | Tang Gaozong    |
|                                | Cesarzowa wdowa Wei             | –710                  | Tang Zhongzong  |
| Dynastia Song                  |                                 |                       |                 |
|                                | Xie Daoqing                     | 1210–1283             | Song Lizong     |
| Dynastia Qing                  |                                 |                       |                 |
|                                | Cesarzowa wdowa Xiao Zhuang Wen | 1613–1688             | Hong Taiji      |
|                                | Cesarzowa wdowa Ci’an           | 1837–1881             | Xianfeng        |
|                                | Cesarzowa wdowa Cixi            | 1835–1908             | Tongzhi         |
|                                | Cesarzowa wdowa Longyu          | 1868–1913             | Guangxu         |

## Japońskie cesarzowe wdowy

Sztandar japońskich cesarzowych wdów

| Wizerunek | Cesarzowa               | Lata życia | Mąż       |
| --------- | ----------------------- | ---------- | --------- |
|           | Cesarzowa wdowa Yoshiko | 1779–1846  | Kōkaku    |
|           | Cesarzowa wdowa Eishō   | 1835–1897  | Kōmei     |
|           | Cesarzowa wdowa Shōken  | 1849–1914  | Mutsuhito |
|           | Sadako Kujō             | 1884–1951  | Yoshihito |
|           | cesarzowa Kōjun         | 1903–2000  | Hirohito  |

## Koreańskie cesarzowe wdowy
| Wizerunek | Cesarzowa                  | Lata życia | Mąż      |
| --------- | -------------------------- | ---------- | -------- |
|           | Cesarzowa wdowa Myeongheon | 1831–1903  | Heonjong |